# Rîbotîn, Korop
Rîbotîn (în ucraineană Риботин) este o comună în raionul Korop, regiunea Cernihiv, Ucraina, formată numai din satul de reședință.

## Demografie
Componența lingvistică a comunei Rîbotîn
     Ucraineană (97,52%)
     Rusă (2,48%)
Conform recensământului din 2001, majoritatea populației comunei Rîbotîn era vorbitoare de ucraineană (97,52%), existând în minoritate și vorbitori de rusă (2,48%).